# Кайзерсдорф
Кайзерсдорф (нем. Kaisersdorf) — посёлок (нем. Gemeinde) в Австрии, в федеральной земле Бургенланд. 
Входит в состав округа Оберпуллендорф.  Население составляет 540 человек (на 31 декабря 2005 года). Занимает площадь 12,5 км². Официальный код  —  10806.

## Политическая ситуация
Бургомистр коммуны — Эрвин Мушиц (СДПА) по результатам выборов 2007 года.
Совет представителей коммуны (нем. Gemeinderat) состоит из 13 мест.
- СДПА занимает 10 мест.
- АНП занимает 3 места.